# Kantorova vila
Kantorova vila je památkově chráněný funkcionalistický rodinný dům v Jablonci nad Nisou.

## Historie
Byla postavena v letech 1933–1934 pro rodinu chirurga Alfreda Kantora. Jejím autorem byl architekt Heinrich Kulka, žák, spolupracovník a blízký přítel Adolfa Loose. Podle Jana Sapáka je nejvýraznějším Kulkovým počinem po Loosově smrti. Rodina Alfreda Kantora musela po válce vilu opustit a odstěhovala se do Německa. Vila byla v roce 1960 přestavěna na bytový dům, což dosti podstatně zasáhlo do původních dispozic Kulkova díla. Podle Jana Sapáka i přes další přestavbu v 80. letech zůstalo ve vile zachováno asi 65 procent z nejcennější podstaty domu.
Vila je od roku 1958 kulturní památkou.
V roce 2024 připravuje město opravu památky; práce na projektu by měly probíhat do jara 2025.

## Popis
Čtyřpodlažní vila stojí na křižovatce ulic Palackého a U Přehrady a připomíná Müllerovu vilu v Praze. Dům zvenčí působí velmi prostě a neutrálně. Stavba má krychlový tvar s plochou střechou, kompozice fasády je střídmá, žádné rafinované detaily nebo kontrastní prvky. Nejvýraznějším prvkem bíle omítnutých fasád je vstup s travertinovým obkladem a prosklenými dveřmi s mříží. Do napůl zapuštěného suterénu byla původně umístěna soukromá lékařská ordinace, místnost pro domovníka, garáž a další zázemí domu. Přízemí vily bylo prostřednictvím terasy propojeno se zahradou.